# Dorsten Klauke

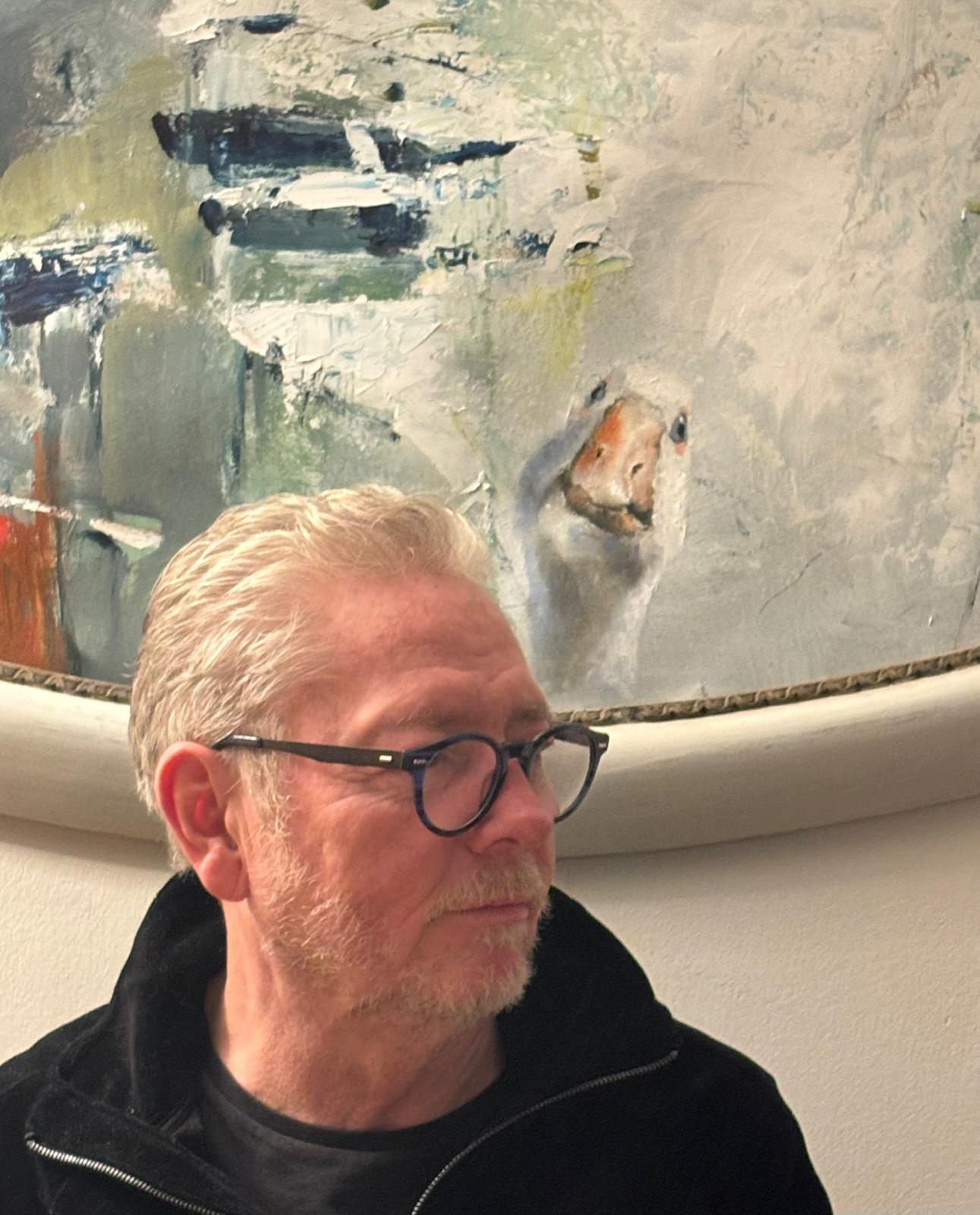
Porträt von Dorsten Klauke (2024)

Dorsten Klauke (* 5. Juli 1959 in Erfurt als Dorsten D. Klauke) ist ein deutscher Maler und Musiker. Klauke betätigt sich auch als Bildhauer.

## Leben und Werk
Nach dem Besuch der Schule studierte Klauke von 1983 bis 1989 Klavier und Komposition, u. a. als Meisterschüler bei dem Komponisten Michael Hummel in Erfurt. Klauke spielt zudem Violoncello und Saxophon. 
Neben der Musik beschäftigte er sich schon früh mit der Malerei. Sein bevorzugtes Ausdrucksmittel, die Ölmalerei, brachte er sich autodidaktisch bei. Seit Ende der 1980er Jahre stellt Klauke regelmäßig als bildender Künstler aus.  
1989 war er Gründer eines Jazztrios in Erfurt und Begründer der Kunst- und Kulturscheune in Mühlberg. Seitdem führte er soziokulturelle Projekte der Malerei und Musik in Erfurt und Mühlberg durch.
Verschiedene Reisen nach Lateinamerika (u. a. nach Venezuela und Mexiko) gaben ihm Inspiration für seine Werke, so entstand anlässlich zum 250. Geburtstag von Alexander von Humboldt die Serie Auf Humboldts Spuren durch Südamerika. 1998 rief er das Thüringen-Amazonas-Projekt ins Leben.
Im Jahre 2000 war er (Mit-)Gründer des Kunstvereins Arnstadt und von 2000 bis 2022 Künstlerischer Leiter der Kunsthalle Arnstadt. 
Klauke lebt in Arnstadt und arbeitet in seiner eigenen Galerie und in seinem Atelier in Arnstadt (Thüringen).

## Ausstellungen
Ausstellungen und Beteiligungen (Auswahl):
- regelmäßige Teilnahme an der artthuer – Kunstmesse Thüringen
- 2009 Carrousel du Louvre, Paris
- 2010 Galeria Arrechea, Spanien
- 2011 Kunsthaus, Schmalkalden
- 2012 Galerie Eisenmenger, Brüssel
- 2013 EU-Parlament, Brüssel
- 2014 Museum Modern Art, Hünfeld
- 2015 Landesvertretung des Freistaats Thüringen bei der EU, Schaerbeek
- 2016 Schlossmuseum Arnstadt, Arnstadt
- 2017 Main-art (Internationale Kunstmesse), Aschaffenburg
- 2018 Galerie Landart, Kleinbreitenbach
- 2019 Kunsthaus unter den Linden, Sondershausen
- 2020 Galerie Alex-F, Hamburg
- 2023 Galerie Klauke, Arnstadt